# Voetbalelftal van de Verenigde Arabische Emiraten (mannen)
Het voetbalelftal van de Verenigde Arabische Emiraten is een team van voetballers dat de Verenigde Arabische Emiraten vertegenwoordigt bij internationale wedstrijden en competities, zoals de (kwalificatie)wedstrijden voor het wereldkampioenschap voetbal en de strijd om het Aziatisch kampioenschap. De bijnaam van het elftal is Al-Abyad (De Witten).

## Geschiedenis
De Verenigde Arabische Emiraten speelde zijn eerste internationale wedstrijd in 1972, er werd met 1-0 gewonnen van Qatar. In 1980 plaatste het land zich voor de eerste keer voor de Azië Cup, het land begon met een 1-1 gelijkspel tegen de latere winnaar Koeweit, maar de overige wedstrijden gingen verloren. Ook in 1984 en 1988 werd de eerste ronde het eindstation. De Emiraten schreef zich voor de eerste keer in voor een WK voor het WK in 1986, in de eerste ronde werd Aziatisch kampioen Saoedi-Arabië verslagen dankzij één doelpunt in twee wedstrijden. In de tweede ronde werd het uitgeschakeld door Irak dankzij een doelpunt in de laatste minuut.
Voor het WK van 1990 plaatste de VAE zich voor de finale-poule, in een toernooi in Singapore streden zes landen voor twee WK-tickets. De VAE eindigde met één overwinning en vier gelijke spelen achter Zuid-Korea en één punt voorsprong op Qatar voor het WK. De Braziliaanse oud-wereldkampioen Mário Zagallo nam ontslag en werd opgevolgd door Carlos Alberto Parreira, die nog als bondscoach van Saoedi-Arabië een van de tegenstanders in de finale-poule was. Het WK in Italië was geen succes, alle wedstrijden werden verloren, 2-0 tegen Colombia, 5-1 tegen Duitsland en 4-1 tegen Joegoslavië. Pareira werd na het toernooi ontslagen.
In 1992 behaalde de VAE de halve finale van de Azië-Cup. Saoedi-Arabië was met 2-0 te sterk in de halve finale en de wedstrijd met brons werd na strafschoppen verloren van China. In 1996 organiseerde de VAE het toernooi, in de kwartfinale werd Irak verslagen door een "golden goal" van Abdulrahman Ibrahim. Hassan Saeed Ahmed schoot de VAE naar de finale in de wedstrijd tegen Koeweit, maar dezelfde speler miste in de finale tegen Saoedi-Arabië als enige in de strafschoppenserie. Omdat Saoedi-Arabië het toernooi om de FIFA Confederations Cup in 1997 organiseerde deed de VAE mee als vertegenwoordiger van de Azië Cup. Het won van Zuid-Afrika, maar duidelijke nederlagen tegen Uruguay en Tsjechië voorkwamen een plaats in de halve finale.
Voor het WK van 1998, 2002 en 2010 werd de finale-poule gehaald, alleen bij de kwalificatie-reeks van 2002 kwam men dicht tegen de eindronde aan. De VAE eindigde ruim achter China, maar twee zeges tegen naaste concurrent Oezbekistan zorgde voor de twee plaats. In Play-Off wedstrijd was Iran duidelijk te sterk, 1-0 in Teheran, 0-3 in Abu Dhabi. De jaren erna werden de resultaten steeds minder, de VAE speelde geen rol van betekenis meer op de Azië Cup en de kwalificatie voor het WK. In 2015 was er een opleving, voor de eerste keer sinds 1996 overleefde de VAE de groepsfase van de Azië Cup na zeges op Qatar en Bahrein. In de kwartfinale werd titelverdediger Japan na strafschoppen verslagen, waarna in de halve finale met 2-0 van Australië werd verloren. De wedstrijd om de derde plaats werd uiteindelijk met 3-2 gewonnen, Ahmed Khalil scoorde twee doelpunten tegen Irak.
Voor kwalificatie voor het WK van 2018 plaatste de VAE zich voor de finale-poule, het eindigde drie punten achter Saoedi-Arabië, maar behoorde tot de beste nummer twee's van de Aziatische Zone. De VAE begon de cyclus met een 1-2 overwinning op Japan en had halverwege maar één punt minder dan de koplopers. In de laatste vijf wedstrijden werd er drie keer verloren en eindigde de VAE op ruime afstand van Japan, Saoedi-Arabië en Australië.

## Deelnames aan internationale toernooien

### Wereldkampioenschap
| Wereldkampioenschap voetbal overzicht | Wereldkampioenschap voetbal overzicht | Wereldkampioenschap voetbal overzicht | Wereldkampioenschap voetbal overzicht | Wereldkampioenschap voetbal overzicht | Wereldkampioenschap voetbal overzicht | Wereldkampioenschap voetbal overzicht | Wereldkampioenschap voetbal overzicht | Wereldkampioenschap voetbal overzicht |
| Jaar                                  | Ronde                                 | Wed.                                  | W                                     | G                                     | V                                     | DV                                    | DT                                    | Kwal                                  |
| ------------------------------------- | ------------------------------------- | ------------------------------------- | ------------------------------------- | ------------------------------------- | ------------------------------------- | ------------------------------------- | ------------------------------------- | ------------------------------------- |
| 1978                                  | Teruggetrokken                        | Teruggetrokken                        | Teruggetrokken                        | Teruggetrokken                        | Teruggetrokken                        | Teruggetrokken                        | Teruggetrokken                        | Teruggetrokken                        |
| 1986                                  | Niet gekwalificeerd                   | Niet gekwalificeerd                   | Niet gekwalificeerd                   | Niet gekwalificeerd                   | Niet gekwalificeerd                   | Niet gekwalificeerd                   | Niet gekwalificeerd                   | Niet gekwalificeerd                   |
| 1990                                  | Groepsfase                            | 3                                     | 0                                     | 0                                     | 3                                     | 2                                     | 11                                    | (Kwal.)                               |
| 1994                                  | Niet gekwalificeerd                   | Niet gekwalificeerd                   | Niet gekwalificeerd                   | Niet gekwalificeerd                   | Niet gekwalificeerd                   | Niet gekwalificeerd                   | Niet gekwalificeerd                   | Niet gekwalificeerd                   |
| 1998                                  | Niet gekwalificeerd                   | Niet gekwalificeerd                   | Niet gekwalificeerd                   | Niet gekwalificeerd                   | Niet gekwalificeerd                   | Niet gekwalificeerd                   | Niet gekwalificeerd                   | Niet gekwalificeerd                   |
| 2002                                  | Niet gekwalificeerd                   | Niet gekwalificeerd                   | Niet gekwalificeerd                   | Niet gekwalificeerd                   | Niet gekwalificeerd                   | Niet gekwalificeerd                   | Niet gekwalificeerd                   | Niet gekwalificeerd                   |
| 2006                                  | Niet gekwalificeerd                   | Niet gekwalificeerd                   | Niet gekwalificeerd                   | Niet gekwalificeerd                   | Niet gekwalificeerd                   | Niet gekwalificeerd                   | Niet gekwalificeerd                   | Niet gekwalificeerd                   |
| 2010                                  | Niet gekwalificeerd                   | Niet gekwalificeerd                   | Niet gekwalificeerd                   | Niet gekwalificeerd                   | Niet gekwalificeerd                   | Niet gekwalificeerd                   | Niet gekwalificeerd                   | Niet gekwalificeerd                   |
| 2014                                  | Niet gekwalificeerd                   | Niet gekwalificeerd                   | Niet gekwalificeerd                   | Niet gekwalificeerd                   | Niet gekwalificeerd                   | Niet gekwalificeerd                   | Niet gekwalificeerd                   | Niet gekwalificeerd                   |
| 2018                                  | Niet gekwalificeerd                   | Niet gekwalificeerd                   | Niet gekwalificeerd                   | Niet gekwalificeerd                   | Niet gekwalificeerd                   | Niet gekwalificeerd                   | Niet gekwalificeerd                   | Niet gekwalificeerd                   |

### Confederations Cup
| Confederations Cup overzicht | Confederations Cup overzicht | Confederations Cup overzicht | Confederations Cup overzicht | Confederations Cup overzicht | Confederations Cup overzicht | Confederations Cup overzicht | Confederations Cup overzicht | Confederations Cup overzicht |
| Jaar                         | Ronde                        | Wed.                         | W                            | G                            | V                            | DV                           | DT                           |                              |
| ---------------------------- | ---------------------------- | ---------------------------- | ---------------------------- | ---------------------------- | ---------------------------- | ---------------------------- | ---------------------------- | ---------------------------- |
| 1997                         | Groepsfase                   | 3                            | 1                            | 0                            | 2                            | 2                            | 8                            |                              |

### Azië Cup
| Aziatisch kampioenschap voetbal overzicht | Aziatisch kampioenschap voetbal overzicht | Aziatisch kampioenschap voetbal overzicht | Aziatisch kampioenschap voetbal overzicht | Aziatisch kampioenschap voetbal overzicht | Aziatisch kampioenschap voetbal overzicht | Aziatisch kampioenschap voetbal overzicht | Aziatisch kampioenschap voetbal overzicht | Aziatisch kampioenschap voetbal overzicht |
| Jaar                                      | Ronde                                     | Wed.                                      | W                                         | G                                         | V                                         | DV                                        | DT                                        | Kwal                                      |
| ----------------------------------------- | ----------------------------------------- | ----------------------------------------- | ----------------------------------------- | ----------------------------------------- | ----------------------------------------- | ----------------------------------------- | ----------------------------------------- | ----------------------------------------- |
| 1980                                      | Groepsfase                                | 4                                         | 0                                         | 1                                         | 3                                         | 3                                         | 9                                         | (Kwal.)                                   |
| 1984                                      | Groepsfase                                | 4                                         | 2                                         | 0                                         | 2                                         | 3                                         | 8                                         | (Kwal.)                                   |
| 1988                                      | Groepsfase                                | 4                                         | 1                                         | 0                                         | 3                                         | 2                                         | 4                                         | (Kwal.)                                   |
| 1992                                      | Vierde                                    | 3                                         | 1                                         | 2                                         | 0                                         | 2                                         | 1                                         | (Kwal.)                                   |
| 1996                                      | Tweede                                    | 6                                         | 4                                         | 2                                         | 0                                         | 8                                         | 3                                         |                                           |
| 2000                                      | Niet gekwalificeerd                       | Niet gekwalificeerd                       | Niet gekwalificeerd                       | Niet gekwalificeerd                       | Niet gekwalificeerd                       | Niet gekwalificeerd                       | Niet gekwalificeerd                       | Niet gekwalificeerd                       |
| 2004                                      | Groepsfase                                | 3                                         | 0                                         | 1                                         | 2                                         | 1                                         | 5                                         | (Kwal.)                                   |
| 2007                                      | Groepsfase                                | 3                                         | 1                                         | 0                                         | 2                                         | 3                                         | 6                                         | (Kwal.)                                   |
| 2011                                      | Groepsfase                                | 3                                         | 0                                         | 1                                         | 2                                         | 0                                         | 4                                         | (Kwal.)                                   |
| 2015                                      | Derde                                     | 6                                         | 3                                         | 1                                         | 2                                         | 10                                        | 8                                         | (Kwal.)                                   |
| 2019                                      | Halve finale                              | 6                                         | 3                                         | 2                                         | 1                                         | 8                                         | 8                                         |                                           |
| 2023                                      | Achtste finale                            | 4                                         | 1                                         | 2                                         | 1                                         | 6                                         | 5                                         | (Kwal.)                                   |

### Golf Cup of Nations
| Golf Cup of Nations overzicht | Golf Cup of Nations overzicht | Golf Cup of Nations overzicht | Golf Cup of Nations overzicht | Golf Cup of Nations overzicht | Golf Cup of Nations overzicht | Golf Cup of Nations overzicht | Golf Cup of Nations overzicht | Golf Cup of Nations overzicht |
| Jaar                          | Ronde                         | Wed.                          | W                             | G                             | V                             | DV                            | DT                            |                               |
| ----------------------------- | ----------------------------- | ----------------------------- | ----------------------------- | ----------------------------- | ----------------------------- | ----------------------------- | ----------------------------- | ----------------------------- |
| 1972                          | Derde                         | 3                             | 1                             | 0                             | 2                             | 1                             | 11                            |                               |
| 1974                          | Vierde                        | 5                             | 1                             | 1                             | 2                             | 5                             | 9                             |                               |
| 1976                          | Zesde                         | 6                             | 0                             | 2                             | 4                             | 4                             | 13                            |                               |
| 1979                          | Zesde                         | 6                             | 1                             | 0                             | 5                             | 5                             | 18                            |                               |
| 1982                          | Derde                         | 5                             | 3                             | 0                             | 2                             | 7                             | 6                             |                               |
| 1984                          | Vierde                        | 6                             | 2                             | 3                             | 1                             | 5                             | 4                             |                               |
| 1986                          | Tweede                        | 6                             | 3                             | 1                             | 2                             | 10                            | 7                             |                               |
| 1988                          | Tweede                        | 6                             | 3                             | 2                             | 1                             | 7                             | 4                             |                               |
| 1990                          | Vijfde                        | 4                             | 0                             | 2                             | 2                             | 2                             | 8                             |                               |
| 1992                          | Vierde                        | 5                             | 3                             | 0                             | 2                             | 4                             | 3                             |                               |
| 1994                          | Tweede                        | 5                             | 3                             | 2                             | 0                             | 7                             | 1                             |                               |
| 1996                          | Vierde                        | 5                             | 1                             | 3                             | 1                             | 5                             | 5                             |                               |
| 1998                          | Derde                         | 5                             | 2                             | 1                             | 2                             | 5                             | 7                             |                               |
| 2002                          | Zesde                         | 5                             | 1                             | 0                             | 4                             | 3                             | 7                             |                               |
| 2003                          | Vijfde                        | 6                             | 2                             | 1                             | 3                             | 6                             | 7                             |                               |
| 2004                          | Groepsfase                    | 3                             | 0                             | 2                             | 1                             | 4                             | 5                             |                               |
| 2007                          | Kampioen                      | 5                             | 4                             | 0                             | 1                             | 8                             | 5                             |                               |
| 2009                          | Groepsfase                    | 3                             | 1                             | 1                             | 1                             | 3                             | 4                             |                               |
| 2010                          | Halve finale                  | 4                             | 1                             | 2                             | 1                             | 3                             | 2                             |                               |
| 2013                          | Kampioen                      | 5                             | 5                             | 0                             | 0                             | 10                            | 3                             |                               |
| 2014                          | Derde                         | 5                             | 2                             | 2                             | 1                             | 7                             | 5                             |                               |
| 2017                          | Tweede                        | 5                             | 1                             | 4                             | 0                             | 1                             | 0                             |                               |
| 2019                          | Groepsfase                    | 3                             | 1                             | 0                             | 2                             | 5                             | 6                             |                               |
| 2023                          | Groepsfase                    | 3                             | 0                             | 1                             | 2                             | 2                             | 4                             |                               |

### Arab Nations Cup
| Arab Nations Cup overzicht | Arab Nations Cup overzicht | Arab Nations Cup overzicht | Arab Nations Cup overzicht | Arab Nations Cup overzicht | Arab Nations Cup overzicht | Arab Nations Cup overzicht | Arab Nations Cup overzicht | Arab Nations Cup overzicht |
| Jaar                       | Ronde                      | Wed.                       | W                          | G                          | V                          | DV                         | DT                         |                            |
| -------------------------- | -------------------------- | -------------------------- | -------------------------- | -------------------------- | -------------------------- | -------------------------- | -------------------------- | -------------------------- |
| 1998                       | Vierde                     | 2                          | 1                          | 0                          | 1                          | 2                          | 2                          |                            |
| 2002                       | Geen deelname              | Geen deelname              | Geen deelname              | Geen deelname              | Geen deelname              | Geen deelname              | Geen deelname              |                            |
| 2012                       | Geen deelname              | Geen deelname              | Geen deelname              | Geen deelname              | Geen deelname              | Geen deelname              | Geen deelname              |                            |
| FIFA Arab Cup overzicht    |                            |                            |                            |                            |                            |                            |                            |                            |
| 2021                       | Kwartfinale                | 4                          | 2                          | 0                          | 2                          | 3                          | 7                          |                            |

## Huidige selectie
De volgende spelers werden opgeroepen voor de vriendschappelijke interland tegen Gambia op 29 mei en het WK-kwalificatieduel tegen Australië op 7 juni 2022. 
Bijgewerkt t/m 6 juni 2022
| Keepers       |                     |     |    |            |
|               | Mohamed Al-Shamsi   | 6   | 0  | Al Wahda   |
|               | Fahad Al-Dhanhani   | 2   | 0  | Baniyas    |
|               | Khalid Eisa         | 57  | 0  | Al Ain     |
|               | Ali Khasif          | 69  | 0  | Al Jazira  |
| Verdedigers   |                     |     |    |            |
|               | Walid Abbas         | 107 | 6  | Al Ahli    |
|               | Bandar Al-Ahbabi    | 43  | 2  | Al Ain     |
|               | Khalifa Al Hammadi  | 18  | 0  | Al Jazira  |
|               | Khalid Al-Hashemi   | 0   | 0  | Baniyas    |
|               | Mohammed Al-Attas   | 22  | 0  | Al Jazira  |
|               | Khaled Ibrahim      | 1   | 0  | Sharjah    |
|               | Abdulaziz Haikal    | 44  | 1  | Al Ahli    |
|               | Mohammed Marzooq    | 10  | 0  | Al Ahli    |
|               | Al Hassan Saleh     | 11  | 0  | Sharjah    |
| Middenvelders |                     |     |    |            |
|               | Omar Abdulrahman    | 74  | 11 | Al Ahli    |
|               | Abdullah Al-Naqbi   | 3   | 0  | Al Ahli    |
|               | Tahnoon Al-Zaabi    | 14  | 0  | Al Wahda   |
|               | Abdulla Hamad       | 4   | 0  | Al Wahda   |
|               | Majed Hassan        | 63  | 1  | Al Ahli    |
|               | Khalil Ibrahim      | 22  | 6  | Al Wahda   |
|               | Yahia Nader         | 0   | 0  | Al Ain     |
|               | Abdullah Ramadan    | 27  | 0  | Al Jazira  |
|               | Majid Rashid        | 0   | 0  | Sharjah    |
|               | Ali Salmeen         | 48  | 2  | Al Wasl    |
| Aanvallers    |                     |     |    |            |
|               | Sultan Adil Mohamed | 1   | 0  | Al Ittihad |
|               | Yahya Al Ghassani   | 4   | 1  | Al Ahli    |
|               | Harib Al-Maazmi     | 8   | 1  | Al Ahli    |
|               | Caio                | 21  | 6  | Al Ain     |
|               | Ali Mabkhout        | 104 | 80 | Al Jazira  |
|               | Ali Saleh           | 21  | 3  | Al Wasl    |
|               | Sebastián Tagliabúe | 14  | 3  | Al Nasr    |

## FIFA-wereldranglijst[7]
| 1993 | 1994 | 1995 | 1996 | 1997 | 1998 | 1999 | 2000 | 2001 | 2002 | 2003 | 2004 | 2005 | 2006 | 2007 | 2008 | 2009 | 2010 | 2011 | 2012 | 2013 | 2014 | 2015 | 2016 | 2017 | 2018 |
| ---- | ---- | ---- | ---- | ---- | ---- | ---- | ---- | ---- | ---- | ---- | ---- | ---- | ---- | ---- | ---- | ---- | ---- | ---- | ---- | ---- | ---- | ---- | ---- | ---- | ---- |
| 51   | 46   | 75   | 60   | 50   | 42   | 54   | 64   | 60   | 89   | 75   | 82   | 85   | 87   | 100  | 110  | 112  | 105  | 130  | 96   | 71   | 81   | 65   | 64   | 73   | 79   |

UAEFA · A-internationals · Bondscoaches · Statistieken · Olympisch elftal · Vrouwenelftal van de Verenigde Arabische Emiraten · VA Emiraten U21 · VA Emiraten U19 · VA Emiraten U17
1972 – 1979 ·
1980 – 1989 ·
1990 – 1999 ·
2000 – 2009 ·
2010 – 2019 ·
2020 − 2029
OS 2012
Algerije ·
Andorra ·
Angola ·
Argentinië ·
Armenië ·
Australië ·
Azerbeidzjan ·
Bahrein ·
Bangladesh ·
Benin ·
Bolivia ·
Brazilië ·
Brunei ·
Bulgarije ·
Chili ·
China ·
Colombia ·
Costa Rica ·
Denemarken ·
Dominicaanse Republiek ·
Duitsland ·
Egypte ·
Estland ·
Filipijnen ·
Finland ·
Gabon ·
Gambia ·
Georgië ·
Haïti ·
Honduras ·
Hongarije ·
Hongkong ·
IJsland ·
India ·
Indonesië ·
Irak ·
Iran ·
Japan ·
Jemen ·
Joegoslavië ·
Jordanië ·
Kazachstan ·
Kenia ·
Kirgizië ·
Koeweit ·
Laos ·
Libanon ·
Libië ·
Litouwen ·
Maleisië ·
Malta ·
Marokko ·
Mauritanië ·
Moldavië ·
Myanmar ·
Nepal ·
Nieuw-Zeeland ·
Noord-Korea ·
Noorwegen ·
Oekraïne ·
Oezbekistan ·
Oman ·
Oost-Timor ·
Pakistan ·
Palestina ·
Paraguay ·
Peru ·
Polen ·
Qatar ·
Roemenië ·
Rusland ·
Saoedi-Arabië ·
Senegal ·
Singapore ·
Slovenië ·
Slowakije ·
Soedan ·
Sri Lanka ·
Syrië ·
Tadzjikistan ·
Thailand ·
Togo ·
Trinidad en Tobago ·
Tsjechië ·
Tunesië ·
Turkmenistan ·
Uruguay ·
Venezuela ·
Vietnam ·
Wit-Rusland ·
Zuid-Afrika ·
Zuid-Korea ·
Zweden ·
Zwitserland